# Dimante (Mariandino)
Dimante (in greco antico: Δύμας?, Dýmas) o Dimas è un personaggio della mitologia greca. Era un Mariandino (abitante della Frigia) che avvisò gli Argonauti della crudeltà e spavalderia di Amico.

## Mitologia
Dimante avvisò gli Argonauti della spavalderia di Amico, figlio di Poseidone e re dei Bebrici, il quale, ottimo pugile, vantandosi ed usando un tono arrogante sfidò Polluce, che era il migliore tra gli Argonauti.
Polluce schivò i suoi colpi e lo colpì vincendo ed uccidendolo, poi i soldati di Amico insorsero e vennero subito sconfitti.
Secondo Quinto di Smirne questo Dimante era il padre di Megete, i cui figli combatterono a Troia.